# Anfuso (cognome)
Anfuso è un cognome di lingua italiana.

## Varianti
Il cognome non presenta varianti.

## Origine e diffusione
Cognome tipicamente settentrionale, è presente prevalentemente in Liguria e Piemonte.
Potrebbe derivare da una corruzione dialettale del prenome Alfonso, risultando quindi variante del cognome Alfonsi, o dal napoletano 'nfuso e calabrese 'nfusu, "bagnato".

## Persone
- Alessia Anfuso – scenografa italiana
- Filippo Anfuso – politico e diplomatico italiano
- Nella Anfuso – musicologa e soprano italiana